# Le Muchacho
Pour plus de détails, voir Fiche technique et Distribution.
Le Muchacho (Mi tío Jacinto en espagnol) est un film italo-espagnol en noir et blanc réalisé par Ladislas Vajda, sorti en 1956.
Ce film peut être regardé comme une adaptation au contexte de l'Espagne franquiste des thématiques, de l'esthétique et des recettes du néo-réalisme italien (la relation entre l'homme et l'enfant semble avoir été directement inspirée par Le Voleur de bicyclette de Vittorio De Sica), au ton picaresque spécifiquement hispanique.

## Synopsis
Jacinto est un torero déchu, sans emploi, qui rêve de revenir dans l'arène. Il habite un bidonville de la banlieue de Madrid avec le neveu orphelin qu'il a recueilli, Pepote, sept ans, qui lui témoigne une affection et une admiration sans bornes. Ils n'ont pour survivre que des occupations sordides comme ramasser les mégots. Un jour, Jacinto apprend qu'il est engagé pour prendre part le soir même à une corrida (une charlotada, en vérité, un intermède bouffon) et sera payé 1 500 pesetas. Mais il lui en faut 300 pour louer un « habit de lumière ». Pepote et Jacinto vont passer toute la journée dans les rues de Madrid à chercher à réunir la somme, en bravant les humiliations, les moments de désespoir, l'indifférence des bourgeois, en se laissant compromettre dans des arnaques minables. Seul rayon d'espoir dans cette misère : le touchant sourire de Pepote.

## Fiche technique
- Titre original : Mi tío Jacinto
- Réalisation : Ladislas Vajda
- Production : Vicente Sempere
- Scénario : Andrès Laszlo, José Santugini, Max Korner, Gian Luigi Rondi, Ladislas Vajda
- Photo : Heinrich Gärtner
- Musique : Román Vlad
- Montage : Julio Peña
- Société de production : Chamartín Producciones y Distribuciones (Espagne) ; Falco Film, Ente Nazionale Industrie Cinematografiche (ENIC) (Italie)
- Société de distribution : Chamartín (Espagne)
- Pays de production : Espagne - Italie
- Langue d'origine : espagnol
- Format : noir et blanc - image : 1.33:1 :1 - pellicule : 35 mm - son : Mono
- Genre : drame néo-réaliste
- Durée : 87 minutes
- Date de sortie :
  - Espagne : 13 septembre 1956
  - France : 11 janvier 1957

## Distribution
- Pablito Calvo : Marcelino (en espagnol) / Pepote (en italien)
- Antonio Vico : Jacinto
- Juan Calvo : le tailleur
- Paolo Stoppa : un faussaire
- José Isbert : un trafiquant de fausses montres
- José Marco Davó : un policier

## Récompense
Ours d'Or (Prix du Public) au Festival du film de Berlin de 1956 pour le jeune Pablito Calvo.